# Khalilou Fadiga
Khalilou Fadiga (Dacar, 30 de dezembro de 1974) é um ex-futebolista senegalês que jogava como ponta-esquerda.

## Carreira

### Categorias de base, futebol belga e título da Copa da França
Após jogar nas categorias de base do Paris Saint-Germain e do Red Star, Fadiga chegou à Bélgica em 1992 para defender o RFC Liège também nos juniores, obtendo sua profissionalização em 1994. Defendeu ainda Lommel SK e Club Brugge, onde obteve mais destaque no futebol belga (foi campeão nacional em 1997–98 e vencedor da Supercopa da Bélgica de 1998). Em setembro de 2000, voltou à França para jogar no Auxerre, inicialmente por empréstimo. Foram 21 jogos e um gol marcado antes de ser contratado em definitivo em 2001. Pelo AJA, o ponta-esquerda conquistou o título da Copa da França de 2002–03 sobre o Paris Saint-Germain.

### Internazionale, problema cardíaco e quase aposentadoria
Contratado pela Internazionale em 2003, Fadiga descobriu um problema cardíaco que o impediu de atuar pela equipe italiana em jogos oficiais (jogou apenas amistosos com a camisa nerazzurra). Em 2004, passou por uma cirurgia para corrigir o problema, e no mesmo ano foi contratado pelo Bolton Wanderers após ser aprovado nos exames médicos. Porém, ele desmaiou durante um treino de aquecimento antes do jogo contra o Tottenham, válido pela Copa da Inglaterra, tendo que colocar m desfibrilador automático e aconselhado a encerrar a carreira. Em dezembro, Fadiga decidiu retornar aos gramados, mesmo correndo risco de morte caso fosse atingido, disputando 5 jogos em 2005. 

## Volta ao futebol e final da carreira
Em setembro do mesmo ano, foi emprestado para o Derby County, participando de 4 partidas antes de ser reintegrado ao Bolton 1 mês depois. Fadiga teve um período de testes no Portsmouth, no Watford e no Hull City, mas não assinou por nenhuma equipe. Voltaria a disputar partidas oficiais apenas em 2007, no Coventry City. Uma séria lesão no tendão de Aquiles encerrou a passagem de Fadiga pelos Sky Blues, onde jogou 6 vezes e não marcou nenhum gol, permanecendo sem entrar em campo até 2008, quando voltou à Bélgica para defender o Gent em 21 jogos (17 pela primeira divisão nacional e 4 pela Copa da Bélgica). Jogaria ainda por 6 meses no Germinal Beerschot, ficando sem atuar por 3 anos.
Fadiga encerrou sua carreira em 2011, após jogar uma partida pelo KSV Temse, que disputava a terceira divisão nacional.

## Seleção Senegalesa
Pela Seleção Senegalesa, Fadiga estreou em janeiro de 2000, tendo participado de 2 edições da Copa das Nações Africanas (2000 e 2002, onde terminou com o vice-campeonato), além da Copa de 2002, jogando 4 partidas na surpreendente campanha senegalesa na competição (ficou de fora do jogo contra a Suécia, pelas oitavas-de-final). Até 2008, foram 37 jogos e 4 gols com a camisa dos Leões de Teranga.

## Títulos
Club Brugge
- Jupiler Pro League: 1997–98
- Supercopa da Bélgica: 1998

Auxerre
- Copa da França: 2002–03